# 事件の中の女
『事件の中の女』（じけんのなかのおんな、The Women in the Case ）は、1966年に刊行されたエラリー・クイーンのノンフィクション犯罪実話集。

## 内容
1958年から1959年にかけ「アメリカン・ウイークリー」にエラリー・クイーンが連載した犯罪実話をまとめたもの。女性が犯人、被害者など事件関係者となった実話を選んで紹介している。クイーンのうちリーが執筆している。

## 収録事件
1. 〈孤独な心〉の軌跡 (Trail of the Lonesome Hearts)
2. 検察側の証人 (Witness for the Prosecution)
3. 「女王陛下より沙汰あるまで拘留」 ("Detained at Her Majesty's Pleasure")[注 2]
4. アイリーン・シュレーダーの秘密 (The Secret of Irene Schroeder)
5. 美しきラトビア人 (The Beautiful Latvian)
6. 黄色い糸の謎 (The Mystery of the Yellow Thread)
7. エレーン・ソウレの奇妙な事件 (The Strange Case of Elaine Soule)
8. 夢探偵 (The Dream Detective)
9. 茶の葉に現われた死 (Death in the Tea Leaves)
10. 大きな耳を持つ男(The Man with the Jug Ears)
11. 雪だまりの中の女 (The Girl in the Snowbank)
12. 毒入りウィスキー事件 (The Poisoned Whiskey Case)
13. 驚くべきパターソン夫人 (The Amazing Mrs. Patterson)
14. 絹靴下の女 (The Silk Stocking Girl)
15. 吊された女 (The Hanging Woman)
16. 死体なき殺人 (The Murder without a Body)
17. ハムステッドの美しき殺人者 (The Beautiful Killer of Hampstead)
18. 愛の聖堂 (The Temple of Love)
19. ロンダ・ベル・マーティンの謎 (The Mystery of Rhonda Bell Martin)

## 備考
- 第3話「「女王陛下より沙汰あるまで拘留」」の犯人2人は1959年に釈放され、そのうちの1人は後に推理作家アン・ペリーになった。クイーン主宰の『EQMM』にもミステリ作品を投稿している[1]。

## 日本語訳
- 飯城勇三訳『エラリー・クイーンの国際事件簿』（東京創元社〈創元推理文庫〉、2005年7月） ISBN 4-488-10432-0 - 表題作および『私の好きな犯罪実話』（2編）と本作を収録。